# Giannantonio Orsini

Stemma Orsini di Pitigliano

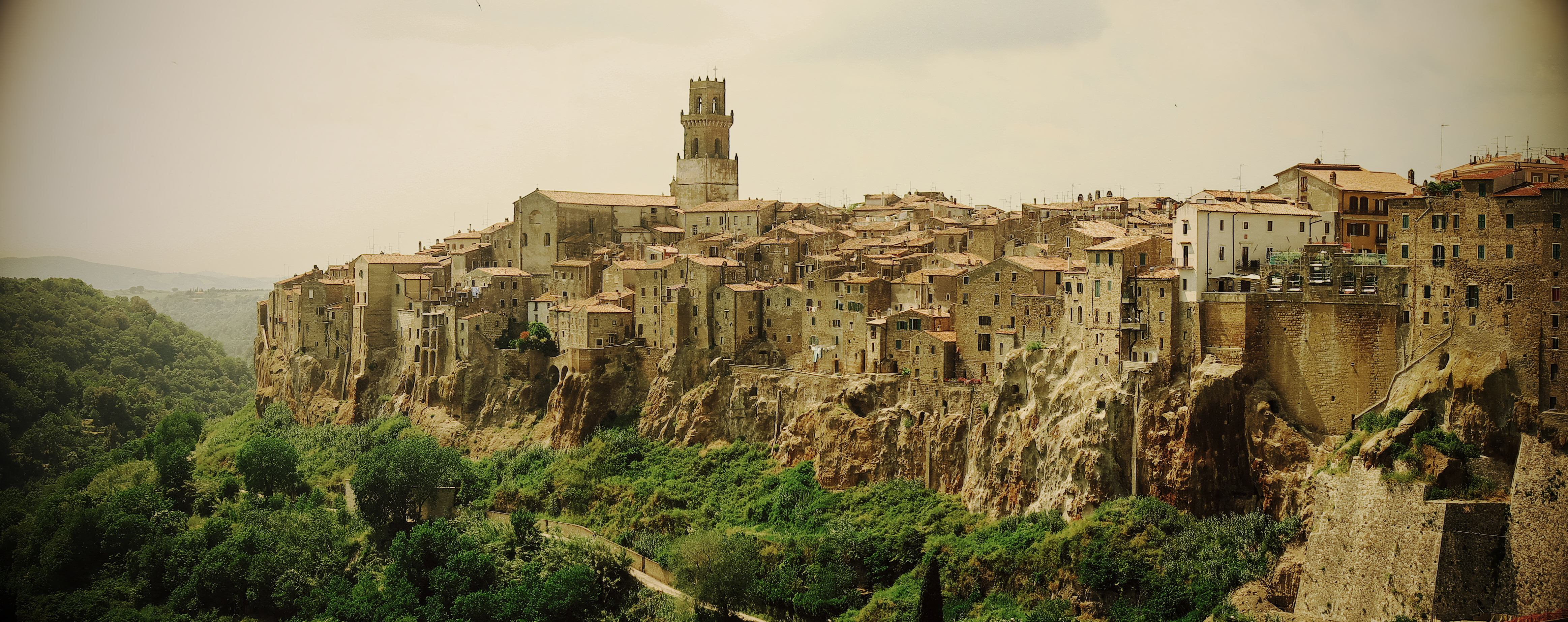
Pitigliano

Giannantonio Orsini (Sorano, 25 marzo 1569 – Firenze, 1613) è stato un nobile italiano e ultimo Conte di Pitigliano della famiglia Orsini.

## Biografia
Era figlio di Alessandro Orsini (?-1604), conte di Pitigliano, e di Virginia Orsini, figlia di Arrigo di Monterotondo.
Prima della morte del padre, suo fratello Bertoldo (1574-?) si era prestato a scacciare il genitore dalla contea con l'appoggio degli spagnoli, divenuti nemici dei Medici. Riconsigliatosi con gli spagnoli, nel 1604 Giannantonio fu costretto a vendere la contea di Pitigliano al granduca di Toscana Ferdinando I de' Medici in cambio di numerosi edifici di pregio in Toscana e il marchesato di Monte San Savino, del quale divenne primo marchese, titolo trasmissibile ai primogeniti. Nel 1608 giunse la nomina imperiale.
Morì a Firenze nel 1613.

## Discendenza
Giannantonio sposò nel 1592 Nannina del Nero, senza discendenza.

## Ascendeza
|                                 |   |                 | Genitori |  |  | Nonni |  |  | Bisnonni              |  |  | Trisnonni       |  |
|                                 |   |                 |          |  |  |       |  |  | Gian Francesco Orsini |  |  | Ludovico Orsini |  |
|                                 |   |                 |          |  |  |       |  |  | Gian Francesco Orsini |  |  | Ludovico Orsini |  |
|                                 |   | Giulia Conti    |          |  |  |       |  |  | Gian Francesco Orsini |  |  |                 |  |
| Niccolò III Orsini              |   |                 |          |  |  |       |  |  | Gian Francesco Orsini |  |  |                 |  |
|                                 |   | Ersilia Caetani | …        |  |  |       |  |  |                       |  |  |                 |  |
|                                 |   | Ersilia Caetani | …        |  |  |       |  |  |                       |  |  |                 |  |
|                                 |   | Ersilia Caetani | …        |  |  |       |  |  |                       |  |  |                 |  |
| Alessandro Orsini               |   | Ersilia Caetani |          |  |  |       |  |  |                       |  |  |                 |  |
|                                 |   | …               | …        |  |  |       |  |  |                       |  |  |                 |  |
|                                 |   | …               | …        |  |  |       |  |  |                       |  |  |                 |  |
|                                 |   | …               | …        |  |  |       |  |  |                       |  |  |                 |  |
| Livia Orsini di Nerola          |   | …               |          |  |  |       |  |  |                       |  |  |                 |  |
|                                 |   | …               | …        |  |  |       |  |  |                       |  |  |                 |  |
|                                 |   | …               | …        |  |  |       |  |  |                       |  |  |                 |  |
|                                 |   | …               | …        |  |  |       |  |  |                       |  |  |                 |  |
| Gianantonio Orsini              |   | …               |          |  |  |       |  |  |                       |  |  |                 |  |
|                                 | … | …               |          |  |  |       |  |  |                       |  |  |                 |  |
|                                 | … | …               |          |  |  |       |  |  |                       |  |  |                 |  |
|                                 | … | …               |          |  |  |       |  |  |                       |  |  |                 |  |
| Arrigo di Monterotondo          | … |                 |          |  |  |       |  |  |                       |  |  |                 |  |
|                                 |   | …               | …        |  |  |       |  |  |                       |  |  |                 |  |
|                                 |   | …               | …        |  |  |       |  |  |                       |  |  |                 |  |
|                                 |   | …               | …        |  |  |       |  |  |                       |  |  |                 |  |
| Virginia Orsini di Monterotondo |   | …               |          |  |  |       |  |  |                       |  |  |                 |  |
|                                 |   | …               | …        |  |  |       |  |  |                       |  |  |                 |  |
|                                 |   | …               | …        |  |  |       |  |  |                       |  |  |                 |  |
|                                 |   | …               | …        |  |  |       |  |  |                       |  |  |                 |  |
| …                               |   | …               |          |  |  |       |  |  |                       |  |  |                 |  |
|                                 |   | …               | …        |  |  |       |  |  |                       |  |  |                 |  |
|                                 |   | …               | …        |  |  |       |  |  |                       |  |  |                 |  |
|                                 |   | …               | …        |  |  |       |  |  |                       |  |  |                 |  |
|                                 |   | …               |          |  |  |       |  |  |                       |  |  |                 |  |